# Bossiaea prostrata
Bossiaea prostrata är en ärtväxtart som beskrevs av Robert Brown. Bossiaea prostrata ingår i släktet Bossiaea och familjen ärtväxter. Inga underarter finns listade i Catalogue of Life.